# Ruska svadba 16. stoljeća
Ruska svadba 16. stoljeća (rus. "Русская свадьба XVI столетия") - ruski je film redatelja Vasilija Gončarova.

## Radnja
Mladi bojar slučajno prevrne kolica koja mu idu u susret. U njima je bio jastreb koji nije ozlijeđen. Nakon toga dolazi kući, gdje roditelji žele da se oženi djevojkom koju ne bi trebao vidjeti prije vjenčanja. Nakon vjenčanja, mladenka skida veo i bojara to podsjeća na početak filma, kada je prevrnuo kolica s jastrebom.

## Uloge
- Aleksandra Gončarova
- Andrej Gromov
- Pjotr Čardinin
- Lidija Tridenskaja
- Vasilij Stepanov

## Vanjske poveznice
- Russkaja svadba XVI stoletija na Kino Poisk